# Charles Augustin de Coulomb

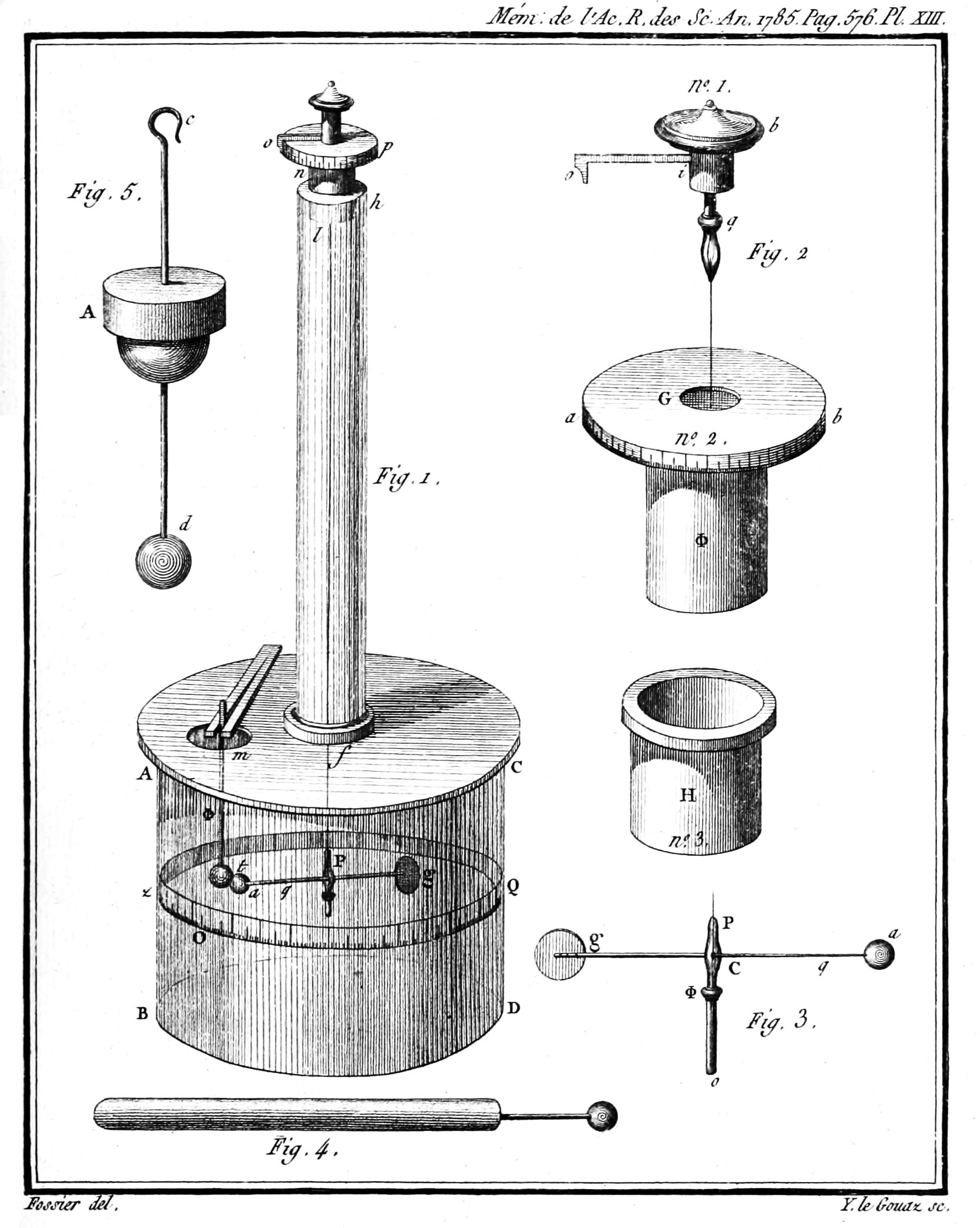
Coulomb torziós mérlege

Charles Augustin Coulomb (ejtsd: sárl ogüszten [dö] kulom) (Angoulême, 1736. június 14. – Párizs, 1806. augusztus 23.) francia fizikus, leginkább a Coulomb-törvény megalkotásáról nevezetes. A törvény szerint két elektromos töltés közti erő arányos a töltések szorzatával és fordítottan arányos a köztük lévő távolság négyzetével. A Coulomb-erő egyike az atomi reakcióban szerepet játszó alapvető erőknek.

## Élete
A Párizsban folytatott matematikai és fizikai tanulmányainak befejeztével katonai pályára lépett. Szolgálatának ellátása mellett már ekkor foglalkozott tudományos munkával. Hadmérnökként kilenc évet töltött a Karib-térségben Martinique szigetén, és megromlott egészségben tért haza Franciaországba. A francia forradalom kitörése után egy kis birtokra vonult vissza Bloisba, és a tudományos kutatásnak szentelte idejét. 1802-ben közoktatási felügyelőnek nevezték ki.
Az angol Joseph Priestley elektromos taszítási törvényét vizsgálva jutott el saját törvényének megfogalmazásához. A Priestley-törvényben szerepet játszó elektromos erők mérésére érzékeny eszközt fejlesztett ki. A Francia Természettudományi Akadémiához beadott– egy iránytű megalkotását célzó – pályamunkában írta le a torziós mérleget 1784-ben. Felismerte, hogy egy vékony szál - adott nagyságú forgatónyomaték hatására  bekövetkező - elfordulása fordítottan arányos a szál átmérőjének negyedik hatványával. Tehát a kicsi erő hatására létrejövő forgatónyomaték is képes könnyebben észlelhető nagy elfordulást létrehozni, ha elég vékony a szál. Így nagyon kicsiny hatás kimutatására is alkalmas eszközt talált fel. Az elektromos töltés egysége az ő tiszteletére kapta a coulomb nevet.
A gépek súrlódását, szélmalmokat, fém- és selyemszálak rugalmasságát is vizsgálta. Két test száraz felülete között fellépő sebességtől független súrlódást Coulomb-súrlódásnak is nevezik, szemben a viszkózus folyadék különböző sebességgel mozgó rétegei közötti belsősúrlódással.
Egyike azon 72 tudósnak, akiknek neve szerepel az Eiffel-torony oldalán.